# 天主教南阳教区
南阳教区（Dioecesis Naniamensis）是罗马天主教在中国河南省设立的一个教区。

## 历史
1844年，从天主教南京教区分设河南代牧区。1882年8月28日，河南代牧区分为河南南境代牧区和河南北境代牧区。1924年12月3日，河南南境代牧区根据主教驻地更名为更名为南阳府代牧区。1946年4月11日，南阳府代牧区升为南阳教区。

## 教堂
- 靳岗天主教堂

## 主教
- 安巴都（Bishop Jean-Henri Baldus, C.M.），法国遣使会士，1844-1865
- Bishop Miguel Navarro, O.F.M. 西班牙，1856– 1877
- 安西满（Bishop Simeone Volonteri, P.I.M.E.）意大利米兰外方传教会，1882-1904
- 包海容（Bishop Flaminio Belotti, P.I.M.E.）意大利米兰外方传教会，1917– 1937
- 梅先春（Bishop Pietro Massa, P.I.M.E.）意大利米兰外方传教会，1938-1978
- 靳德臣：1981-2002，于2002年11月23 日去世
- 朱宝玉，1995-2011(2020) 1995年3月19日,大圣若瑟节，靳德臣主教主礼，张怀信主教和史景贤主教襄礼，祝圣朱宝玉神父为南阳教区助理主教。2002年11月23 日继任为正权主教，2010年榮休。2011年6月30日，为了讨回南阳教区教产，朱宝玉主教公开主教身份（杨晓亭主持），获得政府承认。2020年5月7日去世。
- 靳禄岗，2010(2020)- 2007年秘密晉牧為助理主教，2010年繼任。2019年公開主教身分，為助理主教。2020年5月7日接任為教區主教。

## 信徒
1950年，信徒22,807人 